# Trampolín

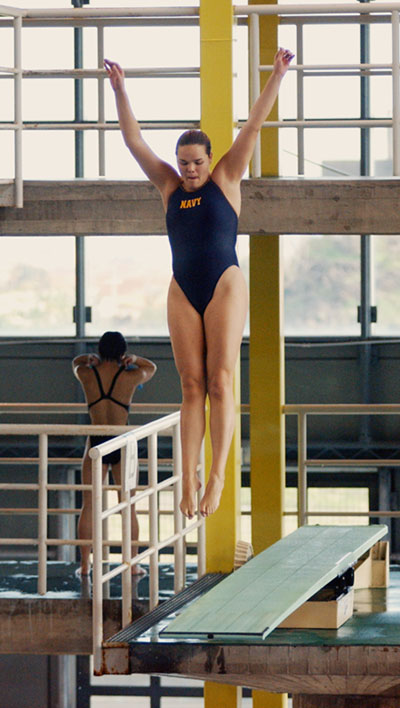
Salto desde un trampolín.

Un trampolín es un tablero utilizado para realizar saltos, cumpliendo la función de muelle que ayuda a impulsar al saltador o clavadista.
Los trampolines están fijados comúnmente por una bisagra en un extremo (de modo que pueden ser elevados cuando no están en uso) y el otro extremo cuelga generalmente sobre una piscina, con un punto situado a mitad de camino entre la bisagra y el extremo que se apoya sobre un fulcro ajustable.

## Materiales
Antiguamente, el material con que se fabricaban los trampolines era con madera, lo que dificultaba y limitaba las posibilidades de un buen salto. No obstante este material aumentaba el riesgo de padecer lesiones.
Hoy en día, por la necesidad de ser ligeros y flexibles, los trampolines se hacen generalmente de aluminio. La mayoría de los trampolines, se pintan de azul y a menudo la textura es agregada a la superficie mezclando cristal o arena machacada con la pintura para proporcionar adherencia adicional.

## Ajuste del muelle
La constante del muelle de un trampolín es ajustada generalmente por medio de un fulcro que se coloca aproximadamente a mitad del trampolín. Generalmente, los trampolines funcionan en un régimen lineal donde obedecen aproximadamente la ley de Hooke. Cuando está cargado con un bañista, la combinación de la masa aproximadamente constante del bañista y la rigidez constante del trampolín resultan en una frecuencia resonante que es ajustable por medio de la constante del muelle (fijada por la posición del fulcro). Puesto que el sistema que resulta está en un régimen aproximadamente lineal, puede ser modelado bastante exactamente por una ecuación diferencial de segundo grado. La frecuencia resonante se puede ajustar típicamente sobre una gama que varía de un cociente de 2:1 al 3:1.

## Alturas

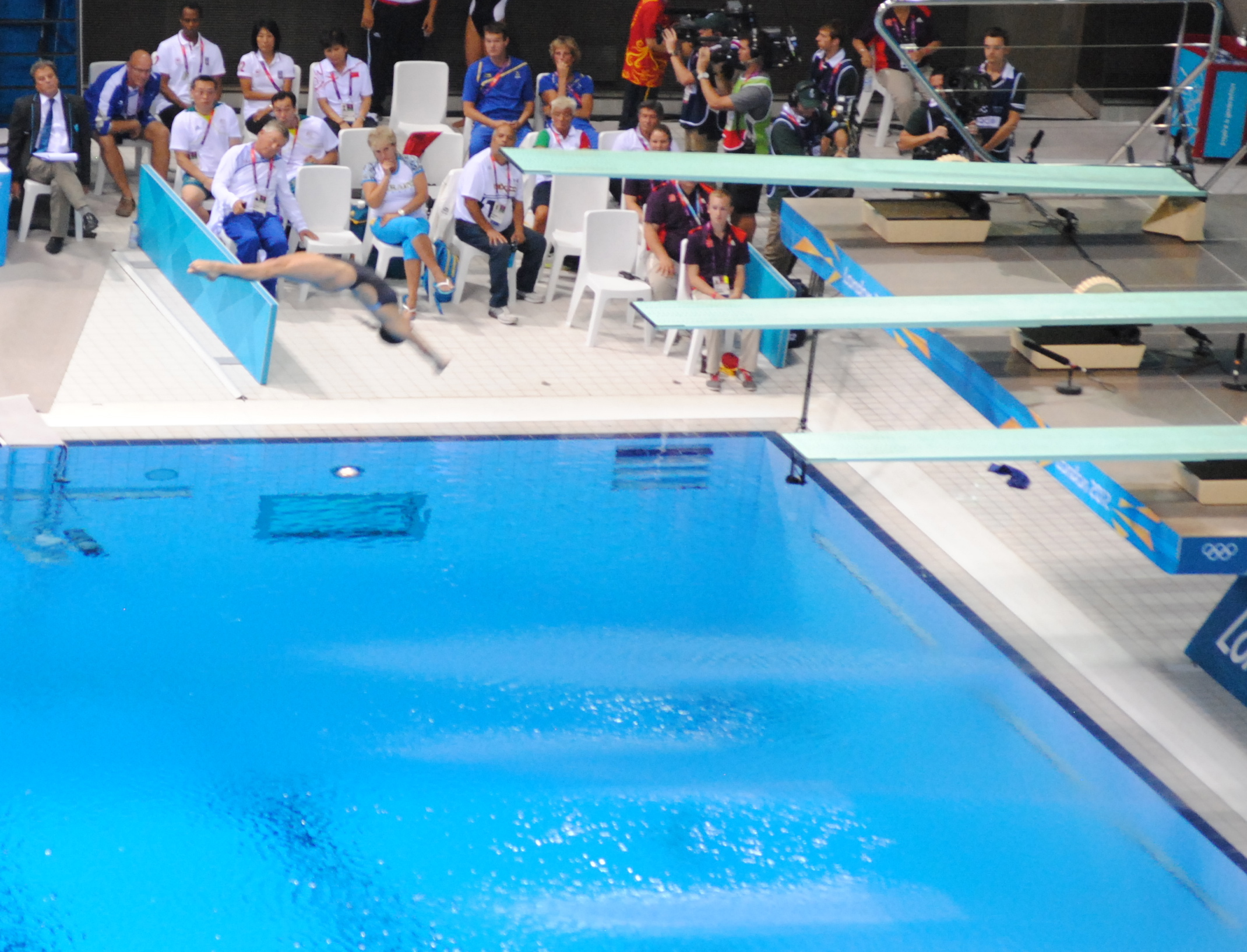
Trampolines a 3 m de altura

Los trampolines generalmente se localizan a 1 m o 3 metros sobre el agua. Es muy raro que uno esté montado en una altura diferente de estas alturas estándares. En competición olímpica, solamente se utilizan los trampolines de altura de 3 metros. Para alturas superiores a tal propósito se utilizan plataformas de hormigón (7,5 metros y 10 metros sobre el nivel del agua).

## Confusión idiomática en inglés
En el mundo anglosajón, a veces la gente confunde los trampolines con las camas elásticas, ya que en inglés se utiliza la palabra trampoline para designar a las estructuras de hierro con muelles y una tela elástica.

## Deporte
La Real Federación Española de Gimnasia tiene entre sus 7 especialidades la gimnasia en trampolín, disciplina olímpica.